# Capital d'amorçage
Pour les articles homonymes, voir Amorçage.
Le capital d'amorçage (en anglais : seed money) est le premier apport en capital d'une entreprise. Les fonds sont parfois réunis avant la création de l'entreprise, mais ils sont la plupart du temps apportés a posteriori par des investisseurs. Le capital-investissement (dont le capital-risque) y jouent un rôle important. 

## Concept
C'est surtout dans le cadre du développement des jeunes entreprises de croissance que le capital d'amorçage trouve toute sa place. L'investissement étant réalisé dans une entreprise très jeune, le capital d'amorçage est particulièrement risqué. Les firmes de capital-risque et les business angels sont particulièrement actifs à ce stade. 
Le capital d'amorçage peut venir, outre des fondateurs de la société et de leurs proches, de business angels et de l'État, voire de fonds spécialisés. Les phases suivantes de développement de la société sont financées par le capital-risque, quoiqu'il puisse être présent dès la phase d'amorçage.
Les capitaux d'amorçage sont généralement utilisés par l'entreprise qui les reçoit pour financer tous les frais préalables à la mise sur le marché du premier produit de la société. Ils financent ainsi le plus souvent les frais de recherche et développement, le prototype, la mise en place du plan d'affaires, les conseils juridiques, les loyers, etc. Le capital d'amorçage a le grand avantage de permettre de conforter de manière significative les fonds propres des jeunes entreprises de croissance et reste souvent la seule alternative pour assurer le développement des start-up.
À la différence des premiers apports des fondateurs, de leurs proches ou de l'État, les interventions des fonds de capital d'amorçage marquent une étape importante dans la vie d'une jeune entreprise. C'est là que vont se poser les questions de la valeur de l'entreprise, de la répartition de celle-ci entre les premiers fondateurs et les nouveaux entrants, les fonds de capital d'amorçage. 
Va se poser également pour les fondateurs la répartition du pouvoir au sein de l'entreprise. Ceux-ci vont se trouver confrontés à la gestion d'objectifs souvent divergents, financiers ou industriels, de court terme ou de plus long terme. Le manageur devra faire la synthèse de ces attentes différentes.
L'apport de capital d'amorçage permet d'éviter la dilution des parts.
Dans certains pays, dont la France, l’État a joué un rôle important dans la mise en place de fonds de capital d'amorçage. Ainsi, en France, dans le cadre du programme des investissements d'avenir, un premier fonds d'amorçage public a été créé en 2009.